# پیام‌رسانان (فیلم)
«پیام‌رسانان» (انگلیسی: The Messengers (film)) فیلمی در ژانر ترسناک است که در سال ۲۰۰۷ منتشر شد.

## بازیگران
- کریستن استوارت
- دیلان مک‌درموت
- پنلوپه آن میلر
- جان کوربت
- ایوان ترنر
- ویلیام بی. دیویس
- داستین میلیگان
- جودل فرلاند
- برنت برسکو
- الکساندر گراهام بل